# تي إم إن تي (فلم)
تي إم إن تي (بالإنجليزية: TMNT) هو الجزء الرابع من سلسلة أفلام سلاحف النينجا، وتم عرضه على شاشات السينما في 23 مارس 2007.
الفيلم سوف يعتمد على الصور المنتجة-حاسوبيا بالتعامل مع استديوهات إيماجي للرسوم المتحركة.
يعتبر هذا الفيلم هو الأول للسلسلة منذ 14 عام، حيث أن آخر أفلام سلاحف النينجا تم إصداره في عام 1993.
منح الفيلم تقييم “PG” من جمعية الفيلم الأمريكي، لأنه قد يحتوي على مواد غير مناسبة للأطفال كالعنف الحركي أو صور الوحوش التي قد تخيف الأطفال الصغار أو الدعابات الفظة.

## وصلات خارجية
- مقالات تستعمل روابط فنية بلا صلة مع ويكي بيانات
- الموقع الرسمي للفيلم.
- صفحة الفيلم في موقع أي إم دي بي.
- اعلان الفيلم.